# Baris (fartyg)
Denna artikel behandlar båttypen baris. För skalbaggssläktet Baris, se Baris (skalbaggar)
Baris var en typ av fraktfartyg på Nilen i det antika Egypten.

## Herodotos beskrivning
Herodotos beskrev i sin bok Historia från omkring 450 före Kristus nilfartyg av en typ han kallade baris, som han sett under sitt besök i Egypten. Han beskriver fartyget som byggt såsom man murar tegel, vilket torde ha avsett den längsgående ihopfogningen av korta brädor till bord.
Fartyget styrdes med en roderåra, som gick genom hål i kölen i aktern. En sådan rodertyp finns också avbildad på bilder och modeller från faraonisk tid, men fram till nyligen hade inte några arkeologiska fynd gjorts, vilka kunde påvisa att en sådan verkligen existerat.

## Termen baris
Herodotos kallade den fartygstyp han såg i Egypten för "βἄῥἰζ" efter det egyptiska språkets "br" eller "byr", vilket i Egypten kom att beteckna nilseglande fartyg. Ordet användes på grekiska endast under tidig ptolemaisk period och betecknade då egyptiska fraktfartyg.

## Skepp nummer 17
I den sjunkna hamnstaden Thonis-Heraklion, nära den västra nilmynningen, har arkeologer hittat fler än 70 skeppsvrak från Sentiden, 664–332 före Kristus. Fyndet Skepp nummer 17 är det som är bäst bevarat. Det hittades vid undersökningar av Thonis-Heraklion 2000–2003 av Franck Goddio och ett team från Institut Européen d’Archéologie Sous-Marine. 
Skepp nummer 17 är det fynd från Thonis-Heraklion som är bäst bevarat, och arkeologer har kunnat se att 70 procent av skrovet finns kvar. Detta fynd kunde visa att Herodotos hade gjort en riktig beskrivning av nilfartyg av typen baris.
Skeppet är ett fraktfartyg, som är omkring 27 meter långt. Skrovet består av längsgående plankor av acacia, vilka hålls samman av tvärställda tappförsedda plankor, som är upp till 1,99 meter långa. De fäster upp till elva bordplank. Kölbrädan är dubbelt så tjock som bordplankorna. Konstruktionen stärks av ett antal spant.
Roderåran kan gå genom ett av två närliggande hål i fartygets akter. Vilket av hålen som används synes ha berott på hur hårt fartyget lastats.
I Skepp nummer 17 finns också en bottenplatta för en mast i mitten av fartyget.